# Estación de Brugg
La estación de Brugg es la principal estación ferroviaria de la comuna suiza de Brugg, en el Cantón de Argovia.

## Historia y situación
La estación de Brugg fue inaugurada en el año 1856 con la extensión hasta esta localidad de la línea férrea que comunicaba a Zúrich con Baden.
La estación se ubica en la zona sureste del núcleo urbano de Brugg. Tiene un total de tres andenes, uno lateral y dos centrales, y diez vías pasantes, a las que hay que sumar la existencia de una playa de vías al sur de la estación y varias vías muertas, ambas destinadas para el estacionamiento y apartado de material.
En cuanto al ámbito ferroviario, se encuentra situada en la conocida como línea del Bözberg que parte de Zúrich hasta Basilea-SBB.

## Servicios ferroviarios

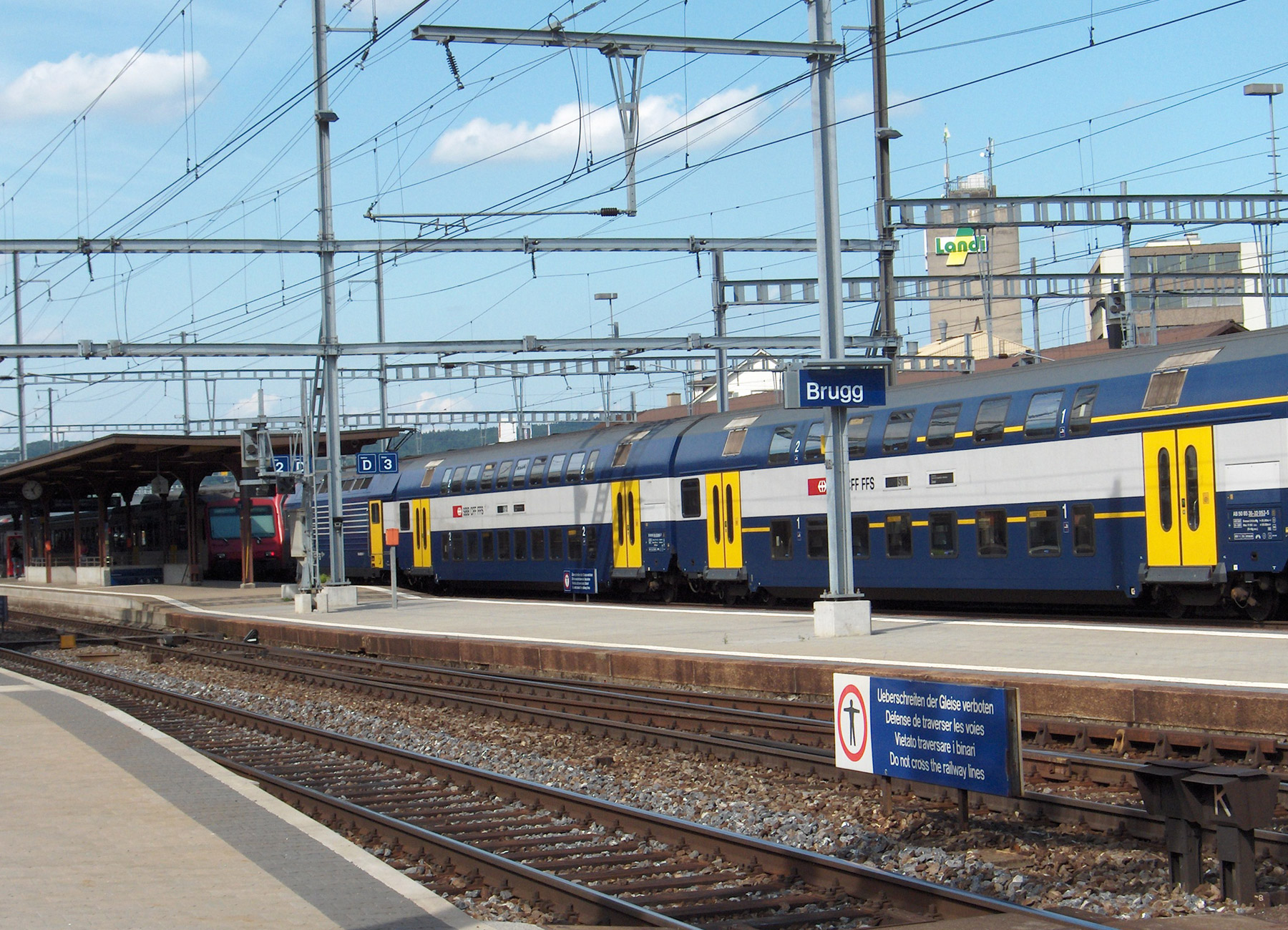
Andenes de la estación de Brugg.

Operados por SBB-CFF-FFS, la estación de Brugg cuenta con conexiones ferroviarias de larga distancia, regionales y de cercanías:

### Larga distancia
- IR Basilea SBB - Frick - Brugg - Baden - Zúrich.
- IR Basilea-SBB - Frick - Brugg - Baden - Zúrich Oerlikon - Zúrich Aeropuerto.

### Regionales
- RE Olten - Aarau – Brugg – Baden - Wettingen. Esporádicamente algunos de estos trenes pueden continuar su viaje o proceder de Zúrich.

### S-Bahn
La estación de Brugg está integrada dentro de dos redes de trenes de cercanías, denominadas S-Bahn Zúrich, S-Bahn Argovia y S-Bahn Basilea
S-Bahn Argovia
- S 23 Langenthal - Olten - Aarau - Lenzburg - Brugg - Baden.
- S 29 Olten - Aarau - Wildegg - Brugg - Turgi

S-Bahn Basilea
- S 1  Mulhouse - Basilea SBB - Frick. Algunos servicios aislados, principalmente a primera hora de la mañana o pasada la medianoche, son prolongados o nacen en Brugg.

S-Bahn Zúrich
Es la estación término de una de las líneas de esta red:
- S 12 Brugg – Altstetten – Zúrich HB – Stadelhofen – Winterthur – Schaffhausen/Wil
- S N1 Winterthur – Zúrich HB – Baden – Lenzburg – Aarau